# رضا وطنخواه
رضا وطنخواه متولد ۲۰ بهمن ۱۳۲۵ در تهران، مدافع سابق پرسپولیس و تیم ملی فوتبال ایران بود. وطنخواه در ۱۲ سال حضور خود در پرسپولیس در ۱۴۸ بازی، ۱۱ گل برای این تیم به ثمر رسانده‌است. بیوک وطنخواه برادر بزرگتر رضا وطنخواه سال‌ها برای تیم پرسپولیس بازی کرده‌است.> وطنخواه در سال ۲۰۱۵ میلادی بعنوان سرمربی و عضو مدیر فنی تیم فوتبال سردار بوکان بود. او همچنین مربی سابق تیم شاهین بوشهر در سال ۱۳۸۵ بوده است.